# Gran Circo Taddei e altre storie di Vigàta
Gran Circo Taddei e altre storie di Vigàta è il primo di due volumi nel quale Andrea Camilleri ha raccolto otto racconti inediti dai seguenti titoli:
- Gran Circo Taddei;
- Il merlo parlante;
- La fine della missione;
- Un giro di giostra;
- La congiura;
- Regali di Natale;
- La trovatura;
- La rivelazione.

## Trama
(Andrea Camilleri)
Il protagonista dei racconti è la varia umanità che si affaccia sul palcoscenico dell'immaginario paese di Vigàta: furbi avvocati, contadini e studentesse, federali fascisti e accaniti comunisti recitano la parte  che assegna loro il burattinaio Camilleri attingendo ai suoi ricordi e colorandoli con la sua fantasia, il suo spirito umoristico e il suo singolare linguaggio siculo-italiano.
(Andrea Camilleri)
Storie vere o verosimili, reinventate dallo scrittore, che suscitano nel lettore non solo il sorriso ma anche un sentimento di umana solidarietà, sempre presente nei romanzi di Camilleri.
Sebbene ogni racconto sia preceduto dall'indicazione di una data precisa, che va dalla fine dell'Ottocento sino al secondo dopoguerra, quasi che Camilleri volesse offrire una documentazione storica della Sicilia del passato, tuttavia è presente anche un elemento fiabesco, mitico che l'autore ha introdotto nelle narrazioni dei suoi ultimi romanzi e che anche qui appare sullo sfondo.

## Edizioni
- Andrea Camilleri, Gran Circo Taddei e altre storie di Vigàta, 1ª edizione, collana La Memoria, Sellerio, 2011, pp.325, ISBN 8838925461